# País de pueblos
En la arqueología de Rusia, el País de los Pueblos, en ruso  Страна городов, Strana gorodov es un término tentativo para un territorio en el sur de los montes Urales donde fueron encontrados en los años 70 y 80 asentamientos fortificados de la cultura de Sintashta del Bronce medio , aproximadamente 2000 A.C.
Desde el descubrimiento de la cultura Sintashta, la tomas de fotografía aérea han revelado que hay un número compacto e importante de asentamientos de tipo urbano, más de 20, en la estepa septentrional de los montes Urales meridionales, dentro de una zona delimitada de, aproximadamente, 350~400 km de norte a sur y 120~150 km de este a oeste entre Magnitorgorsk y Cheliábinsk. Por lo tanto, en la década de 2000, el principal investigador de esta zona, Gennady Zdanovich, arqueólogo ruso con base en el sitio histórico de Arkaim, Cheliábinsk, los agrupó bajo el término tentativo «País de los Pueblos». Zdanovich dirigió la campaña de excavación en Arkaim en los Urales del Sur y la campaña de excavación en Arkaim en los Urales del Sur.
En la arqueología de la cultura Sintashta, introdujo el término "el País de los Pueblos". los agrupó bajo el término tentativo «País de los Pueblos». Desde entonces, mientras que algunos arqueólogos reconocen este término como una metáfora, otros insisten en la comprensión literal.
Un colega de Zdanovich, Fyodor Petrov, critica las opiniones de Zdanovish sobre el territorio descrito como un objeto compacto único y considera la aparente compacidad como un artefacto de la incompleta y poco crítica investigación arqueológica. Menciona que el propio Zdanovich informó anteriormente de agrupaciones arqueológicas aún más compactas de este tipo. También escribe que se han descubierto más asentamientos de tipo Sintashta en la región Óblast de Oremburgo, de modo que si se tienen en cuenta, desdibujarían considerablemente los límites claramente definidos del "País de las Ciudades".